# 足利駅

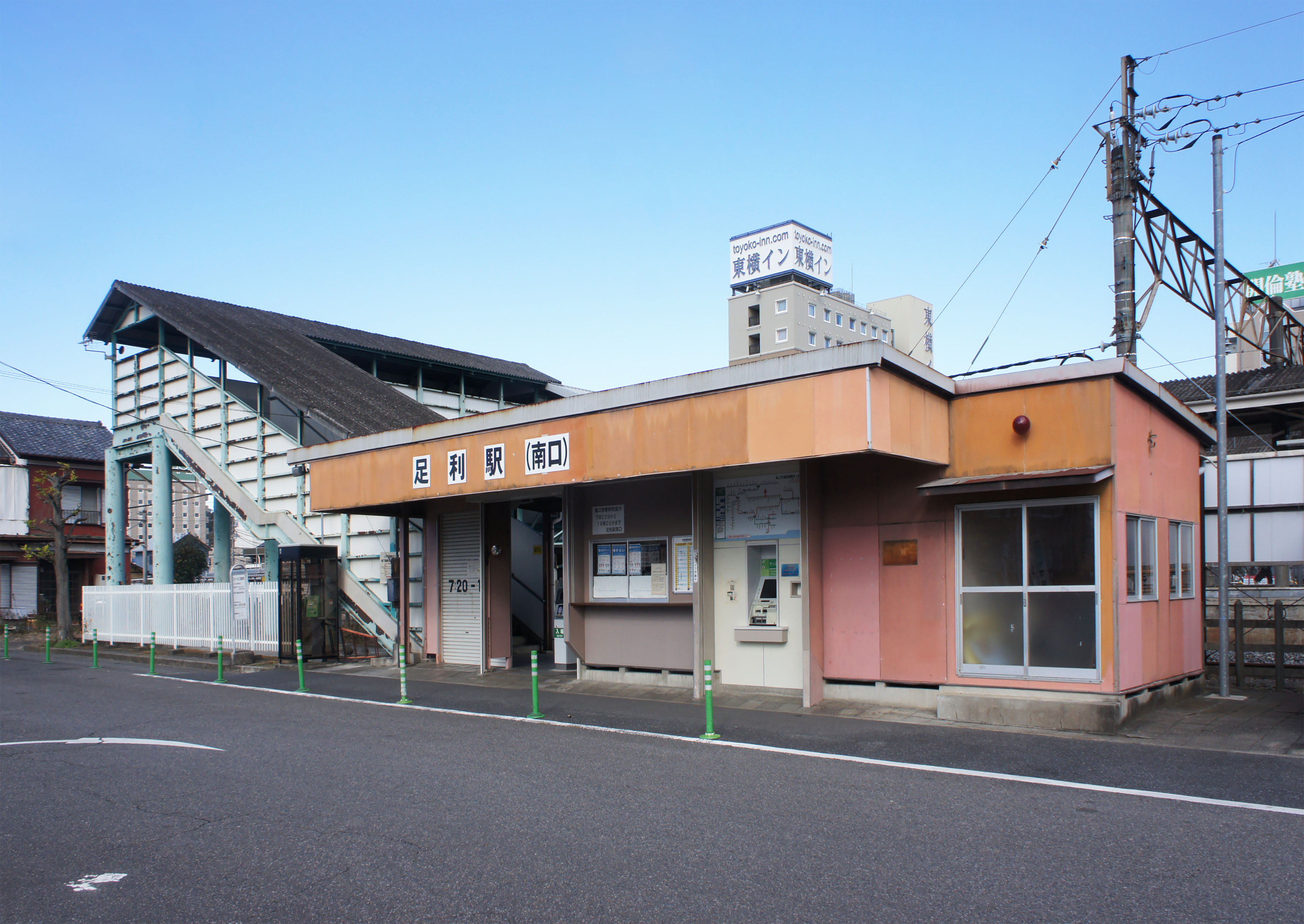
南口（2021年11月）

足利駅（あしかがえき）は、栃木県足利市伊勢町一丁目にある、東日本旅客鉄道（JR東日本）両毛線の駅である。

## 概要
足利市中部渡良瀬川北岸に位置する駅で、「小京都」と呼ばれる足利市の代表駅である。駅舎は昭和初期に建てられた洋風木造駅舎で、関東の駅百選に選定されている。沿線の主要駅にも同様の建築が見られたが、高架化や橋上駅舎化に伴い改築されており、昭和初期の駅舎が現存するのは両毛線主要駅の中では当駅のみとなっている。両毛線内の休日おでかけパスのフリーエリアは小山駅から当駅までである。

## 歴史

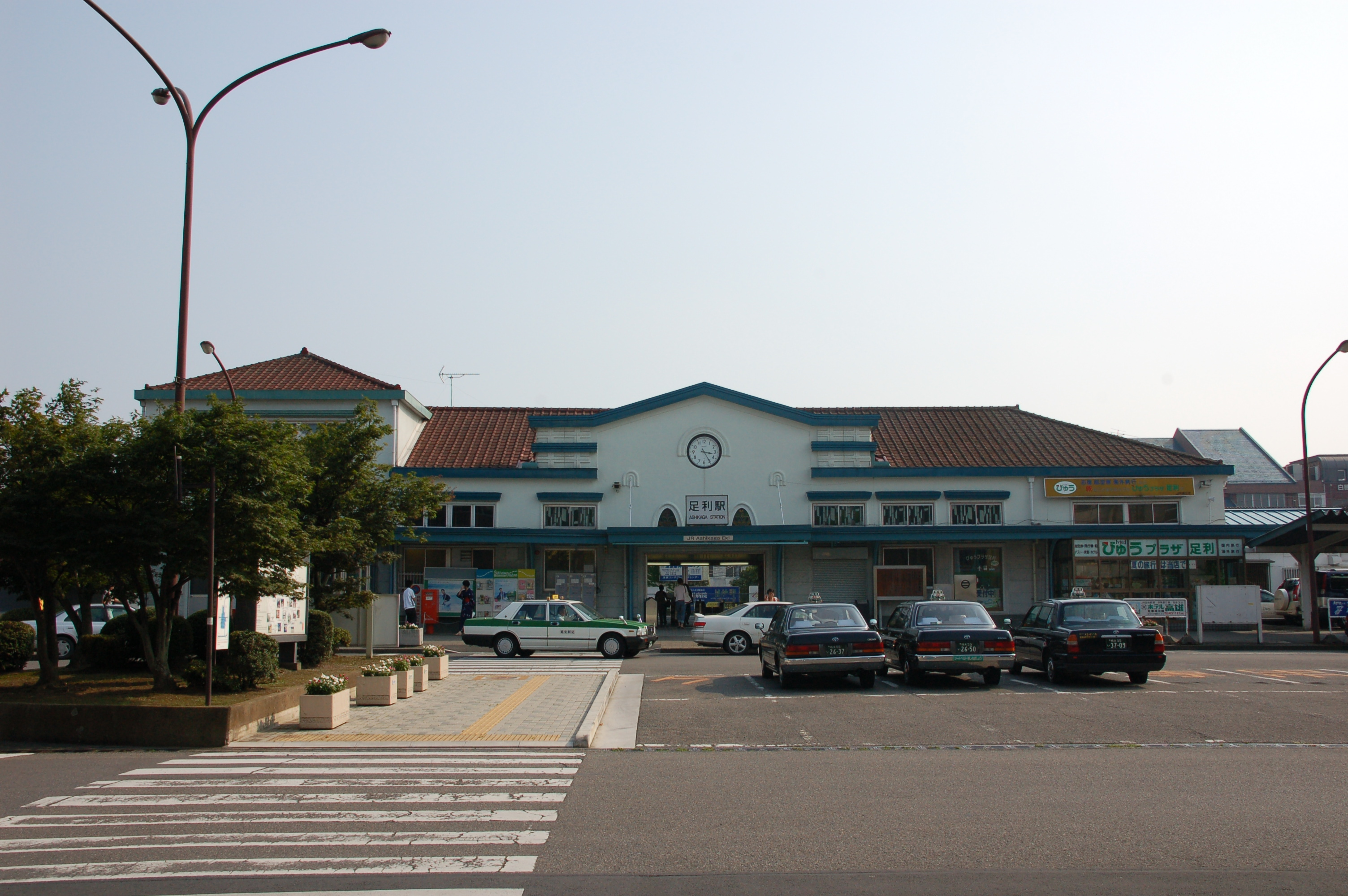
2階部分焼失前の駅舎（2006年8月）

- 1888年（明治21年）5月22日：両毛鉄道の駅として開設[1][2]。
- 1897年（明治30年）1月1日：日本鉄道に譲渡。
- 1906年（明治39年）11月1日：日本鉄道国有化[2]。官設鉄道に移管。
- 1933年（昭和8年）：現駅舎完成。
- 1949年（昭和24年）6月1日：公共企業体日本国有鉄道（国鉄）発足。
- 1980年（昭和55年）：南口新設。
- 1984年（昭和59年）2月1日：貨物取扱廃止[2]。
- 1985年（昭和60年）3月14日：荷物扱い廃止[2]。
- 1987年（昭和62年）4月1日：国鉄分割民営化に伴い、JR東日本の駅となる[2]。
- 1998年（平成10年）：関東の駅百選に選定[3]。選定理由は「歴史のある土地にありながらステンドグラスを使い開設当時の外国文化を表す洋風な建築模様が目を引く駅」[3]。
- 2001年（平成13年）11月18日：ICカード「Suica」の利用が可能となる。
- 2006年（平成18年）
  - 3月：Kioskと駅そばが閉店。
  - 3月28日：「もしもし券売機Kaeruくん」と自動改札機が稼働開始[4]。みどりの窓口は廃止[5]。
- 2008年（平成20年）7月25日：駅舎に落雷が直撃し、駅舎2階の室内一部が焼失する。
- 2010年（平成22年）3月18日：エレベーター設置（バリアフリー化）。
- 2012年（平成24年）
  - 2月7日：「もしもし券売機Kaeruくん」営業終了[6]。
  - 2月8日：多機能券売機を設置[6]。
- 2014年（平成26年）
  - 3月31日：びゅうプラザ閉店。
  - 9月：駅舎観光美化工事（2015年3月まで）。
- 2015年（平成27年）7月24日：発車メロディ導入。曲は森高千里の「渡良瀬橋」[7][8]。
- 2019年（平成31年）
  - 4月26日：足利市移住・定住相談センター「Aidacco」開設[9]。
  - 同年：駅舎は「現今の足利の礎を築いた交通・物流基盤施設、昭和モダンの風情と煌めきを留める歴史的建造物」として、土木学会選奨土木遺産に選ばれる[10]。
- 2020年（令和2年）4月4日：Aidacco内に「とちぎ結婚支援センター足利」開設[11]。
- 2021年（令和3年）
  - 2月4日：柱設置型駅名標を両毛線をイメージした「織物柄」デザインに変更[12]。
  - 2月23日：吊下げ式駅名標を「織物柄」デザインに変更[12]。
- 2022年（令和4年）
  - 7月：足利市移住・定住相談センターが東武伊勢崎線足利市駅構内へ移転[13][14]。

## 駅構造
単式ホーム2面2線を有する列車交換可能な地上駅である。両ホームは跨線橋で連絡している。以前は単式・島式混合2面3線だったが、島式ホーム北側（駅舎側、旧2番線）の線路と架線は撤去されている。2010年3月にエレベーターが新設されバリアフリー化が完成した。現駅舎は1933年に完成した、昭和初期に両毛線の主要駅に相次いで建てられた洋風木造建築の駅舎の1つである。なお2番線路以南の跨線橋と、南口建物、及び南北両方の改札外に設置されている公衆トイレは足利市役所が所有しており、南口改札職員も足利市が雇用している。
直営駅（駅長配置）であり、管理駅として思川 - 小俣駅を管理している。以前は小俣駅 - 富田駅間の各駅であったが、佐野駅・栃木駅が業務委託化されたことにより、両駅が管理していた駅が当駅管理となった。北口にはみどりの窓口が設置されていたが、2006年に廃止され、その代替として「もしもし券売機Kaeruくん」が設置されたものの、2012年2月に営業終了、撤去された。その後、2013年10月に指定席券売機が設置された。
北口には自動改札機、南口にはSuica簡易改札機が設置されている。

### のりば
| 番線 | 路線    | 方向 | 行先                         |
| ---- | ------- | ---- | ---------------------------- |
| 1    | ■両毛線 | 下り | 佐野・栃木・小山方面         |
| 2    | ■両毛線 | 上り | 桐生・伊勢崎・前橋・高崎方面 |

（出典：JR東日本:駅構内図）
貨物取り扱い当時は0番線（行き止まり）が小山駅 - 当駅間の区間運転折返しホームとして使用されていた。その後は1 - 3番線が残り、2番線を当駅折返しとなる区間運転の列車などが使用していたが、現在は0番線と2番線のレールが撤去されており、旧3番線が2番線に変更されている。

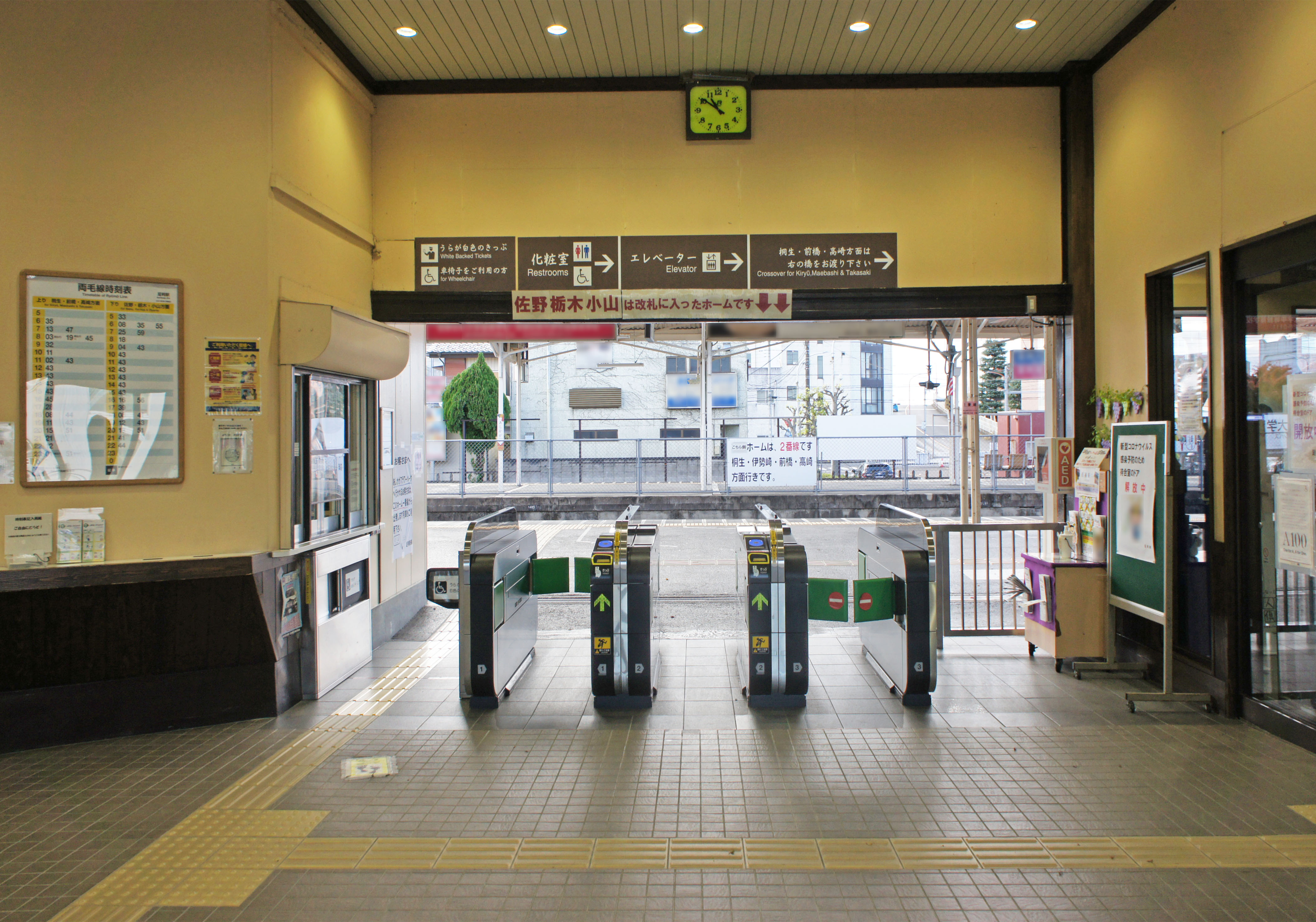
北口改札（2021年11月）
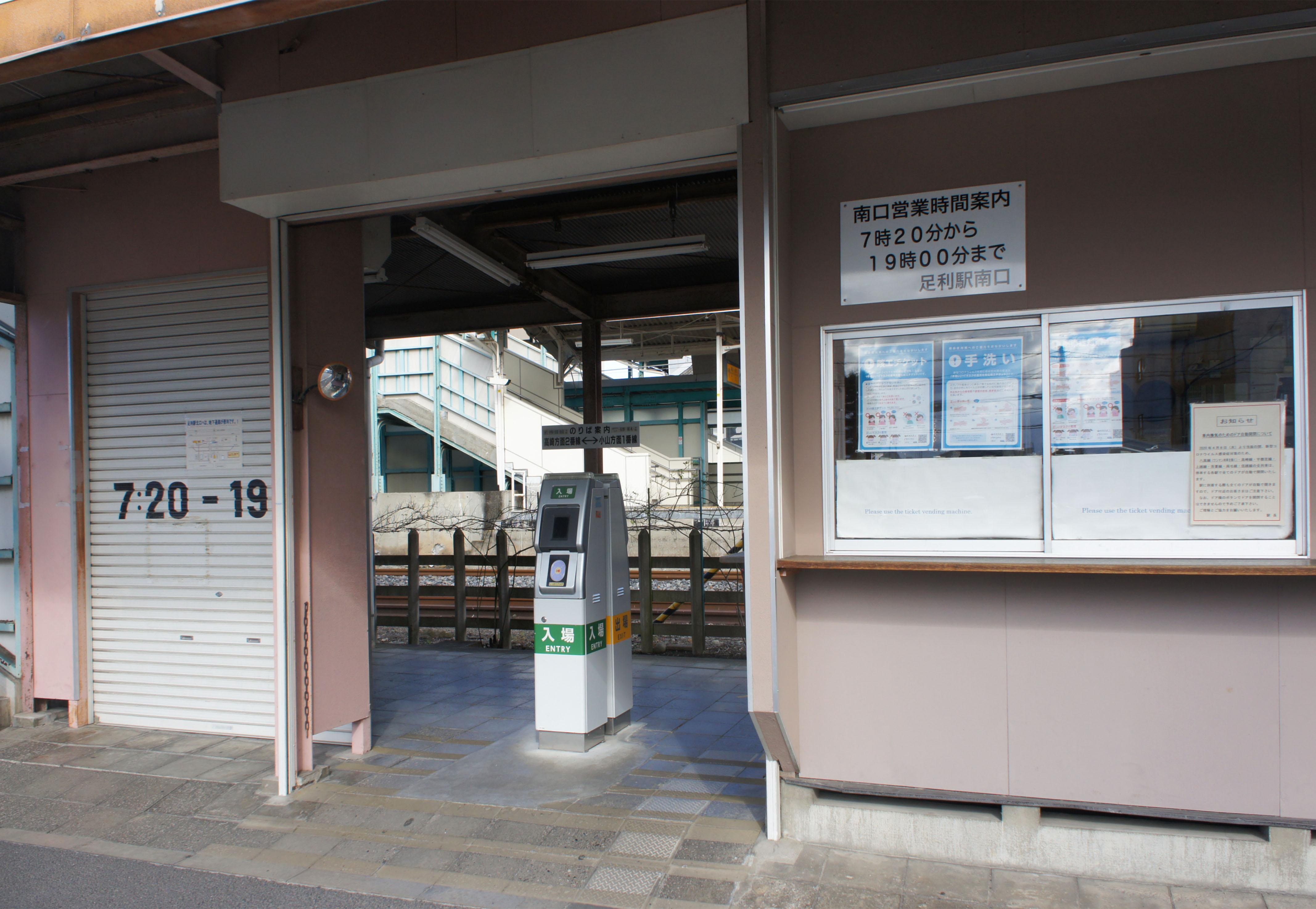
南口改札（2021年11月）
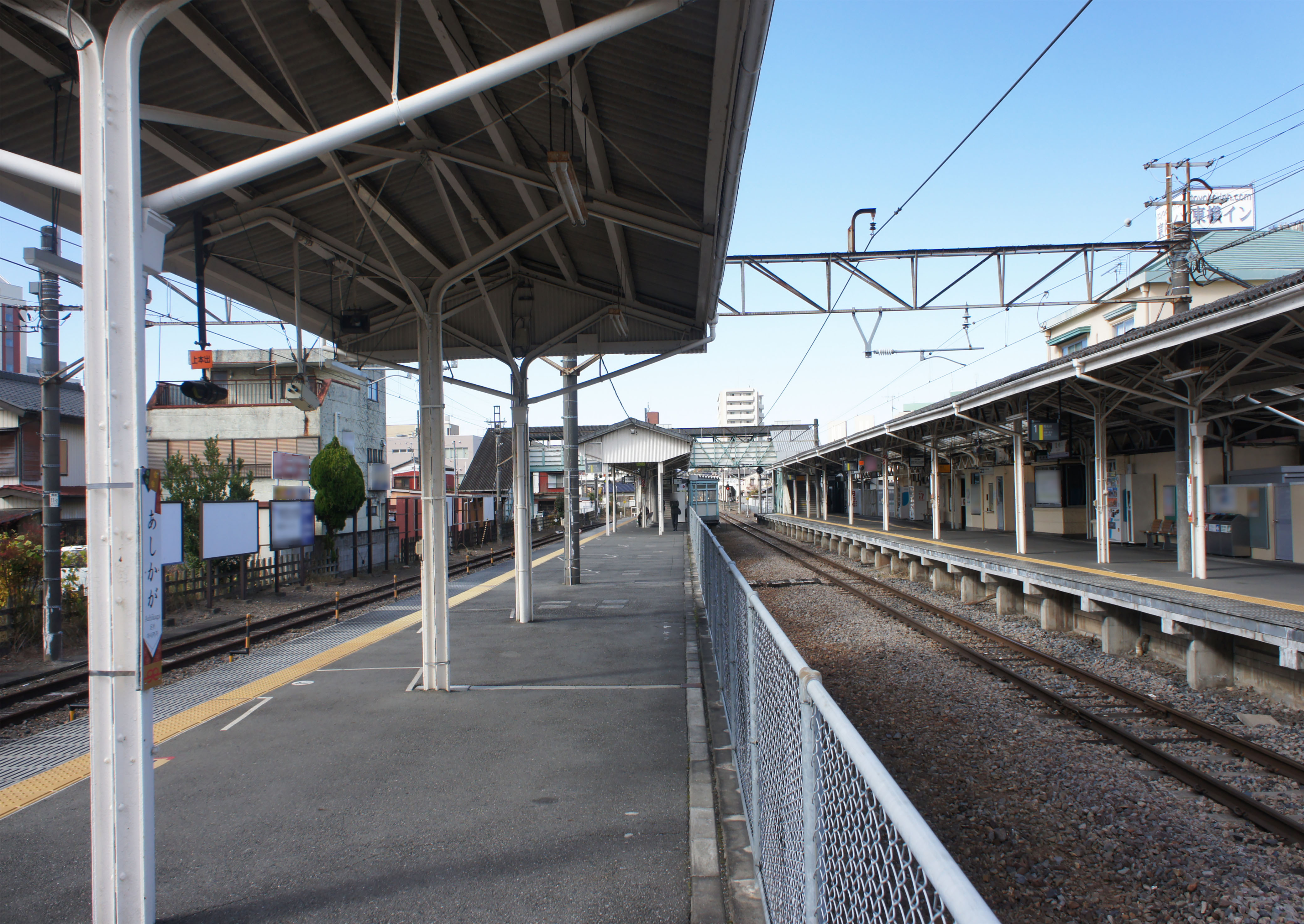
ホーム（2021年11月）

## 利用状況
JR東日本によると、2023年度（令和5年度）の1日平均乗車人員は2,860人である。
2000年度（平成12年度）以降の推移は以下の通り。
| 年度               | 1日平均 乗車人員 | 出典            |
| ------------------ | ---------------- | --------------- |
| 2000年（平成12年） | 4,189            | [ 利用客数 2 ]  |
| 2001年（平成13年） | 4,045            | [ 利用客数 3 ]  |
| 2002年（平成14年） | 3,852            | [ 利用客数 4 ]  |
| 2003年（平成15年） | 3,773            | [ 利用客数 5 ]  |
| 2004年（平成16年） | 3,586            | [ 利用客数 6 ]  |
| 2005年（平成17年） | 3,502            | [ 利用客数 7 ]  |
| 2006年（平成18年） | 3,417            | [ 利用客数 8 ]  |
| 2007年（平成19年） | 3,310            | [ 利用客数 9 ]  |
| 2008年（平成20年） | 3,295            | [ 利用客数 10 ] |
| 2009年（平成21年） | 3,267            | [ 利用客数 11 ] |
| 2010年（平成22年） | 3,318            | [ 利用客数 12 ] |
| 2011年（平成23年） | 3,305            | [ 利用客数 13 ] |
| 2012年（平成24年） | 3,373            | [ 利用客数 14 ] |
| 2013年（平成25年） | 3,471            | [ 利用客数 15 ] |
| 2014年（平成26年） | 3,366            | [ 利用客数 16 ] |
| 2015年（平成27年） | 3,386            | [ 利用客数 17 ] |
| 2016年（平成28年） | 3,345            | [ 利用客数 18 ] |
| 2017年（平成29年） | 3,318            | [ 利用客数 19 ] |
| 2018年（平成30年） | 3,314            | [ 利用客数 20 ] |
| 2019年（令和元年） | 3,158            | [ 利用客数 21 ] |
| 2020年（令和02年） | 2,326            | [ 利用客数 22 ] |
| 2021年（令和03年） | 2,615            | [ 利用客数 23 ] |
| 2022年（令和04年） | 2,757            | [ 利用客数 24 ] |
| 2023年（令和05年） | 2,860            | [ 利用客数 1 ]  |

## 駅周辺

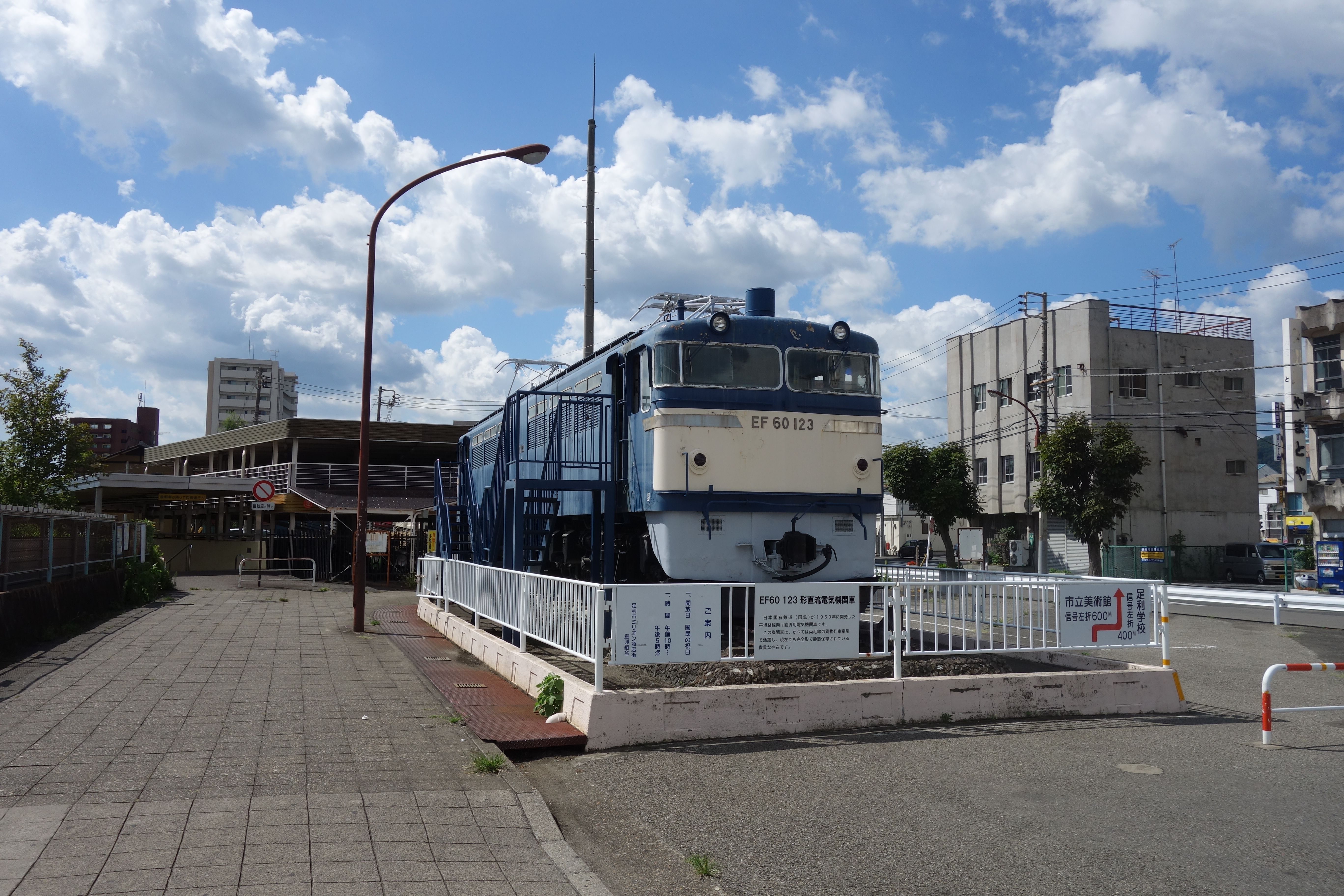
北口に静態保存されているEF60-123（2016年8月）

都市郊外化の影響で、足利市内の商業拠点は駅前から渡良瀬川南岸のコムファーストショッピングセンター周辺や袋川東岸のアシコタウンあしかがに移っている。

### 北口
以前両毛線貨物列車牽引で活躍したEF60 123が駅前広場に静態保存されている。
- 足利学校
- 足利学校遺蹟図書館
- 鑁阿寺
- 太平記館
- 足利銀行東支店
- 群馬銀行足利支店
- 東和銀行足利支店
- みずほ銀行足利支店
- 足利伊勢町郵便局
- 足利助戸郵便局
- 足利警察署足利駅前交番
- 足利市立美術館
- ホテル高雄
- ホテルルートイン足利駅前
- 東横インオリジナル足利駅北口

### 南口
- 渡良瀬川
- 田中橋
- 国道293号
- 白鷗大学足利中学校・高等学校
- 足利田中郵便局
- 東武伊勢崎線足利市駅
- HOTEL R9 The Yard 足利駅西

## バス路線
JR足利駅バス停から、あしバスアッシー（足利市生活路線バス）の路線が発着する。
- 行道線（東武足利市駅・アピタ方面 / ココファーム入口・行道山方面）
- 富田線（東武足利市駅・アピタ方面 / 毛野新町中央児童公園・東幸楽荘・岡崎山方面）
- 山辺線（足利赤十字病院方面）
- 御厨線（足利赤十字病院方面）
- 名草線（東武足利市駅・アピタ・足利赤十字病院方面）

以前は東武バスの路線が発着しており、足利両毛駅バス停が設置されていた。

## 隣の駅
東日本旅客鉄道（JR東日本）
■両毛線
あしかがフラワーパーク駅 - *東足利駅 - 足利駅 - *西足利駅 - *三重駅 - 山前駅
*打消線は廃駅

### 記事本文
1. 1 2 3 4 5 6 7 8  『週刊 JR全駅・全車両基地』 12号 大宮駅・野辺山駅・川原湯温泉駅ほか、朝日新聞出版〈週刊朝日百科〉、2012年10月28日、22頁。
2. 1 2 3 4 5 6  石野哲（編）『停車場変遷大事典 国鉄・JR編 Ⅱ』（初版）JTB、1998年10月1日、459頁。ISBN 978-4-533-02980-6。
3. 1 2  （監修）「鉄道の日」関東実行委員会『駅の旅物語 関東の駅百選』（初版）人文社、2000年10月14日、198 - 199・227頁頁。ISBN 4795912807。
4. ↑  “JR高崎支社 14駅に新型券売機”. 交通新聞 (交通新聞社):  p. 1. (2006年3月17日)
5. ↑  “みどりの窓口リストラ”. 朝日新聞 (朝日新聞社):  p. 23（夕刊）. (2006年7月11日)
6. 1 2  “Kaeruくんが多機能券売機に変更になります。券売機変更のお知らせ” (PDF).   東日本旅客鉄道高崎支社. p. 3. 2014年4月10日時点のオリジナルよりアーカイブ。2020年6月30日閲覧。
7. ↑  “森高千里さんが「あしかが輝き大使」に就任され、東武足利市駅とJR足利駅のメロディが「渡良瀬橋」に変わります!”.   足利市 (2015年7月21日). 2015年10月18日時点のオリジナルよりアーカイブ。2020年6月29日閲覧。
8. ↑  “名曲「渡良瀬橋」で電車発着開始 東武・JR両駅で式典 足利”. 下野新聞. (2015年7月25日).  オリジナルの2015年9月24日時点におけるアーカイブ。 2020年6月29日閲覧。
9. ↑  『「足利市移住・定住相談センター」 4月26日（金）JR両毛線 足利駅構内に開所いたします!』（PDF）（プレスリリース）栃木県足利市／東日本旅客鉄道高崎支社／ジェイアール東日本都市開発高崎支店、2019年3月15日。オリジナルの2021年3月23日時点におけるアーカイブ。2021年3月23日閲覧。
10. ↑  “土木学会 令和元年度選奨土木遺産　旧国鉄足利駅舎”. www.jsce.or.jp. 2022年6月9日閲覧。
11. ↑  “とちぎ結婚支援センター 4月、足利に開設 県内4カ所目”. 下野新聞. (2020年4月4日).  オリジナルの2021年3月23日時点におけるアーカイブ。 2021年3月23日閲覧。
12. 1 2  『「のって楽しい♪いって楽しい♪両毛線再発見」 〜線路は続くよ♪地域をつなぐプロジェクト〜 両毛線沿線価値向上に向けた取り組みを推進します』（PDF）（プレスリリース）東日本旅客鉄道高崎支社、2021年2月25日、2頁。オリジナルの2021年2月27日時点におけるアーカイブ。2021年3月23日閲覧。
13. ↑  足利市移住・定住相談センターの移転について 足利市 2022年7月24日閲覧
14. ↑  足利市移住・定住相談センターが移転 東京新聞 2022年7月24日閲覧

### 利用状況
1. 1 2  “各駅の乗車人員（2023年度）”.   東日本旅客鉄道. 2024年7月21日閲覧。
2. ↑  “各駅の乗車人員（2000年度）”.   東日本旅客鉄道. 2019年3月21日閲覧。
3. ↑  “各駅の乗車人員（2001年度）”.   東日本旅客鉄道. 2019年3月21日閲覧。
4. ↑  “各駅の乗車人員（2002年度）”.   東日本旅客鉄道. 2019年3月21日閲覧。
5. ↑  “各駅の乗車人員（2003年度）”.   東日本旅客鉄道. 2019年3月21日閲覧。
6. ↑  “各駅の乗車人員（2004年度）”.   東日本旅客鉄道. 2019年3月21日閲覧。
7. ↑  “各駅の乗車人員（2005年度）”.   東日本旅客鉄道. 2019年3月21日閲覧。
8. ↑  “各駅の乗車人員（2006年度）”.   東日本旅客鉄道. 2019年3月21日閲覧。
9. ↑  “各駅の乗車人員（2007年度）”.   東日本旅客鉄道. 2019年3月21日閲覧。
10. ↑  “各駅の乗車人員（2008年度）”.   東日本旅客鉄道. 2019年3月21日閲覧。
11. ↑  “各駅の乗車人員（2009年度）”.   東日本旅客鉄道. 2019年3月21日閲覧。
12. ↑  “各駅の乗車人員（2010年度）”.   東日本旅客鉄道. 2019年3月21日閲覧。
13. ↑  “各駅の乗車人員（2011年度）”.   東日本旅客鉄道. 2019年3月21日閲覧。
14. ↑  “各駅の乗車人員（2012年度）”.   東日本旅客鉄道. 2019年3月21日閲覧。
15. ↑  “各駅の乗車人員（2013年度）”.   東日本旅客鉄道. 2019年3月21日閲覧。
16. ↑  “各駅の乗車人員（2014年度）”.   東日本旅客鉄道. 2019年3月21日閲覧。
17. ↑  “各駅の乗車人員（2015年度）”.   東日本旅客鉄道. 2019年3月21日閲覧。
18. ↑  “各駅の乗車人員（2016年度）”.   東日本旅客鉄道. 2019年3月21日閲覧。
19. ↑  “各駅の乗車人員（2017年度）”.   東日本旅客鉄道. 2019年3月21日閲覧。
20. ↑  “各駅の乗車人員（2018年度）”.   東日本旅客鉄道. 2019年7月6日閲覧。
21. ↑  “各駅の乗車人員（2019年度）”.   東日本旅客鉄道. 2020年7月12日閲覧。
22. ↑  “各駅の乗車人員（2020年度）”.   東日本旅客鉄道. 2021年7月11日閲覧。
23. ↑  “各駅の乗車人員（2021年度）”.   東日本旅客鉄道. 2022年8月7日閲覧。
24. ↑  “各駅の乗車人員（2022年度）”.   東日本旅客鉄道. 2023年7月10日閲覧。